# More Greatest Hits
More Greatest Hits es el segundo álbum recopilatorio de la cantante estadounidense Connie Francis, publicado en mayo de 1961 a través de MGM Records. El álbum presenta los sencillos más éxitos de Connie Francis en los Estados Unidos, desde el lanzamiento de "Among My Souvenirs" hasta el lanzamiento del álbum en 1961.

## Lista de canciones
Créditos adaptados desde las notas del álbum.
| Lado uno |                                        |          |  |
| N.º      | Título                                 | Duración |  |
| 1.       | «Jealous of You (Tango della Gelosia)» | 2:26     |  |
| 2.       | «My Heart Has a Mind of Its Own»       | 2:33     |  |
| 3.       | «Everybody's Somebody's Fool»          | 2:40     |  |
| 4.       | «Mama»                                 | 3:57     |  |
| 5.       | «No One»                               | 2:52     |  |
| 6.       | «God Bless America»                    | 2:45     |  |

| Lado dos |                            |          |  |
| N.º      | Título                     | Duración |  |
| 1.       | «Among My Souvenirs»       | 2:33     |  |
| 2.       | «Where the Boys Are»       | 2:39     |  |
| 3.       | «Many Tears Ago»           | 1:56     |  |
| 4.       | «Malagueña»                | 3:06     |  |
| 5.       | «Teddy»                    | 2:44     |  |
| 6.       | «Senza Mamma e Nnammurata» | 4:05     |  |